# 海关总署驻上海特派员办事处
海关总署驻上海特派员办事处成立于2002年7月12日，是中华人民共和国海关总署设立在上海市的派出机构，该办事处直属海关总署领导。

## 主要职责
海关总署驻上海特派员办事处的主要职责为负责管辖区域内直属海关的执法督查、干部考察、廉政督察和对署管干部进行诫勉谈话等工作。

## 管辖范围
海关总署驻上海特派员办事处的管辖范围包括：上海海关、南京海关、杭州海关、宁波海关、合肥海关、福州海关、厦门海关、南昌海关、青岛海关、上海海关高等专科学校。